# Frederick William True
Pour les articles homonymes, voir True.
Frederick William True est un mammalogiste américain, né le 8 juillet 1858 à Middletown (Connecticut) et mort le 25 juin 1914.
Il reçoit son Bachelor of Sciences à l’université de New York en 1878. Il devient conservateur des mammifères de 1883 à 1897. Il se spécialise sur les cétacés, la baleine à bec de True lui est dédié. Il est le premier conservateur de biologie du National Museum of Natural History de 1897 à 1911.

## Source
- Traduction de l'article de langue anglaise de Wikipédia (version du 14 janvier 2006).